# Bahnstrecke Klewan–Orschiw
| |                          |                  |                  |
| Streckenlänge: | 4 km                     |                  |                  |
| Spurweite: | 1520 mm (Russische Spur) |                  |                  |
| |                          |                  |                  |
| \| \| \| von Kowel \| \| \| \| 0 \| Klewan (Клевань) \| Klewan (Клевань) \| \| \| \| nach Kosjatyn \| \| \| \| 4 \| Orschiw (Оржів) \| Orschiw (Оржів) \| |                          |                  |                  |
| Strecke |                          | von Kowel        | von Kowel        |
| Bahnhof | 0                        | Klewan (Клевань) | Klewan (Клевань) |
| Abzweig geradeaus und nach rechts |                          | nach Kosjatyn    | nach Kosjatyn    |
| Betriebs-/Güterbahnhof Streckenende | 4                        | Orschiw (Оржів)  | Orschiw (Оржів)  |

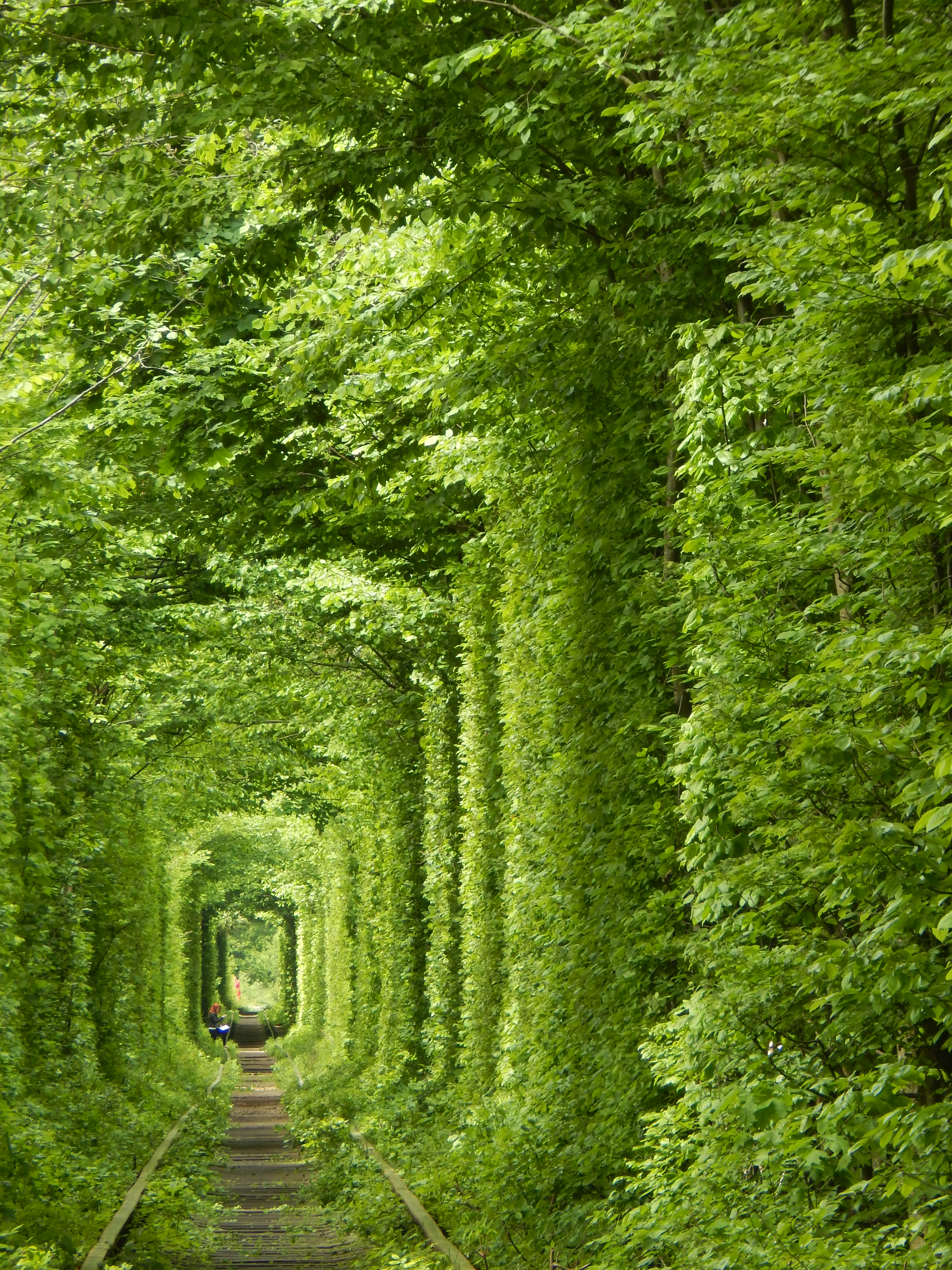
Grüner Liebestunnel

Die Bahnstrecke Klewan–Orschiw (Tunnel der Liebe, Тунель Кохання) ist eine vier Kilometer lange, eingleisige und nicht elektrifizierte Bahnstrecke in der Ukraine. Sie wird ausschließlich im Güterverkehr bedient.

## Geografische Lage
Die Stichstrecke zweigt im Bahnhof von Klewan von der Hauptstrecke Kowel–Kosjatyn in östlicher Richtung ab. Sie führt durch ein bewaldetes Sumpfgebiet. Der angrenzende Wald hat die Strecke überwuchert, so dass sie durch einen grünen Tunnel zu führen scheint.

## Geschichte
Die Strecke wurde 1870 gebaut, um der holzverarbeitenden Industrie in Orschiw einen Eisenbahnanschluss zu verschaffen.
Als 2009 der Fotograf Serhii Delidon den Tunnel als Hintergrund für Hochzeitsfotos nutzte, wurde das Motiv bald sehr beliebt und machte über das Internet Karriere. Andere Fotografen folgten dem „Entdecker“ und 2014 nutzte Fujifilm die Location für einen Werbespot. Weitere Filmteams folgten, der „Grüne Liebestunnel“ erhielt Kultstatus und wurde in China sogar nachgebaut. In den USA und in Großbritannien werden Fototapeten mit dem Motiv verkauft. Die Bahnstrecke ist ein beliebtes Ausflugsziel.

## Verkehr
Die Strecke dient weiter der holzverarbeitenden Industrie, unter anderem dem Transport von Pressspanplatten, und einer Reparaturwerkstatt der ukrainischen Streitkräfte für schweres Gerät. Mehrmals am Tag verkehren Güterzüge.